# Vern-d'Anjou
Vern-d'Anjou és un municipi francès situat al departament de Maine i Loira i a la regió de País del Loira. L'any 2007 tenia 1.776 habitants.

## Demografia

### Població
El 2007 la població de fet de Vern-d'Anjou era de 1.776 persones. Hi havia 656 famílies de les quals 159 eren unipersonals (73 homes vivint sols i 86 dones vivint soles), 246 parelles sense fills, 229 parelles amb fills i 22 famílies monoparentals amb fills.
La població ha evolucionat segons el següent gràfic:
Habitants censats

### Habitatges
El 2007 hi havia 720 habitatges, 674 eren l'habitatge principal de la família, 21 eren segones residències i 25 estaven desocupats. 638 eren cases i 82 eren apartaments. Dels 674 habitatges principals, 435 estaven ocupats pels seus propietaris, 226 estaven llogats i ocupats pels llogaters i 12 estaven cedits a títol gratuït; 4 tenien una cambra, 33 en tenien dues, 129 en tenien tres, 157 en tenien quatre i 349 en tenien cinc o més. 529 habitatges disposaven pel capbaix d'una plaça de pàrquing. A 329 habitatges hi havia un automòbil i a 274 n'hi havia dos o més.

### Piràmide de població
La piràmide de població per edats i sexe el 2009 era:
| Homes | Edats   | Dones |
| ----- | ------- | ----- |
| 0     | 95 o +  | 1     |
| 4     | 90 a 94 | 6     |
| 13    | 85 a 89 | 16    |
| 12    | 80 a 84 | 17    |
| 32    | 75 a 79 | 37    |
| 51    | 70 a 74 | 45    |
| 27    | 65 a 69 | 53    |
| 36    | 60 a 64 | 32    |
| 30    | 55 a 59 | 25    |
| 52    | 50 a 54 | 42    |
| 58    | 45 a 49 | 59    |
| 64    | 40 a 44 | 48    |
| 57    | 35 a 39 | 68    |
| 56    | 30 a 34 | 60    |
| 43    | 25 a 29 | 55    |
| 50    | 20 a 24 | 34    |
| 53    | 15 a 19 | 54    |
| 61    | 10 a 14 | 74    |
| 66    | 5 a 9   | 62    |
| 43    | 0 a 4   | 45    |

## Economia
El 2007 la població en edat de treballar era de 1.071 persones, 797 eren actives i 274 eren inactives. De les 797 persones actives 734 estaven ocupades (407 homes i 327 dones) i 63 estaven aturades (30 homes i 33 dones). De les 274 persones inactives 73 estaven jubilades, 112 estaven estudiant i 89 estaven classificades com a «altres inactius».

### Ingressos
El 2009 a Vern-d'Anjou hi havia 770 unitats fiscals que integraven 2.081 persones, la mediana anual d'ingressos fiscals per persona era de 15.367 €.

### Activitats econòmiques
Dels 86 establiments que hi havia el 2007, 6 eren d'empreses alimentàries, 1 d'una empresa de fabricació de material elèctric, 5 d'empreses de fabricació d'altres productes industrials, 15 d'empreses de construcció, 20 d'empreses de comerç i reparació d'automòbils, 3 d'empreses de transport, 4 d'empreses d'hostatgeria i restauració, 2 d'empreses financeres, 3 d'empreses immobiliàries, 10 d'empreses de serveis, 13 d'entitats de l'administració pública i 4 d'empreses classificades com a «altres activitats de serveis».
Dels 22 establiments de servei als particulars que hi havia el 2009, 1 era una oficina de correu, 2 oficines bancàries, 1 autoescola, 2 paletes, 1 guixaire pintor, 6 fusteries, 3 lampisteries, 2 electricistes, 2 perruqueries i 2 restaurants.
Dels 12 establiments comercials que hi havia el 2009, 1 era una botiga de més de 120 m², 6 fleques, 1 una botiga de congelats, 1 una llibreria, 1 una botiga de roba i 2 floristeries.
L'any 2000 a Vern-d'Anjou hi havia 60 explotacions agrícoles que ocupaven un total de 2.652 hectàrees.

## Equipaments sanitaris i escolars
El 2009 hi havia 1 farmàcia i 2 ambulàncies.
El 2009 hi havia 2 escoles elementals.

## Poblacions més properes
El següent diagrama mostra les poblacions més properes.